# Tristan-rigó
A Tristan-rigó (Nesocichla eremita vagy Turdus eremitus) a madarak osztályának verébalakúak (Passeriformes) rendjébe és a rigófélék (Turdidae) családjába tartozó Nesocichla nem egyetlen faja.

## Előfordulása
Tristan da Cunha területén honos.

## Alfajai
- Nesocichla eremita eremita (Gould, 1855) – Tristan da Cunha-sziget
- Nesocichla eremita gordoni (Stenhouse, 1924) – Inaccessible-sziget
- Nesocichla eremita procax (Elliott, 1954) – Nightingale-sziget, Middle-sziget és a Stoltenhoff-sziget